# Kaiserbalje

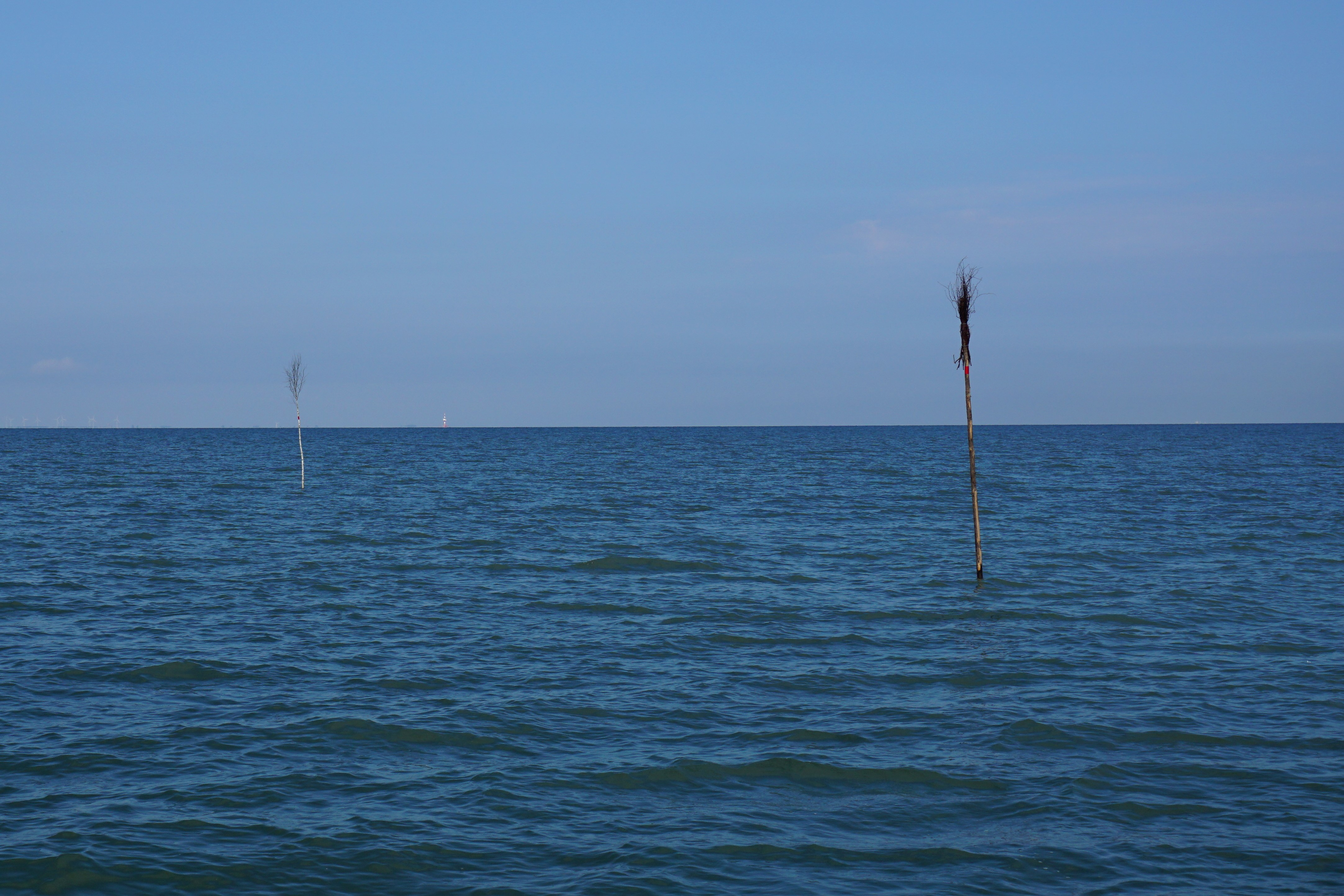
Abhängig vom zuständigen Dienstort wird das Wattfahrwasser mit unterschiedlichen Pricken bezeichnet.

Die Kaiserbalje ist ein Priel und Fahrwasser im Nationalpark Niedersächsisches Wattenmeer.
Die Kaiserbalje führt nördlich der Halbinsel Butjadingen über das Watt, den so genannten Hohen Weg. Sie verbindet die Innenjade mit der Außenweser und kann nur bei einer entsprechenden Höhe der Gezeit passiert werden. Die aktuelle Höhe des Watts wird mit Bekanntmachungen für Seefahrer veröffentlicht. Das veränderliche Fahrwasser wird jährlich von Anfang Mai bis Mitte September vom Wasserstraßen- und Schifffahrtsamt Weser-Jade-Nordsee mit Pricken markiert.